# St. Jakobi (Niedźwiedzica)

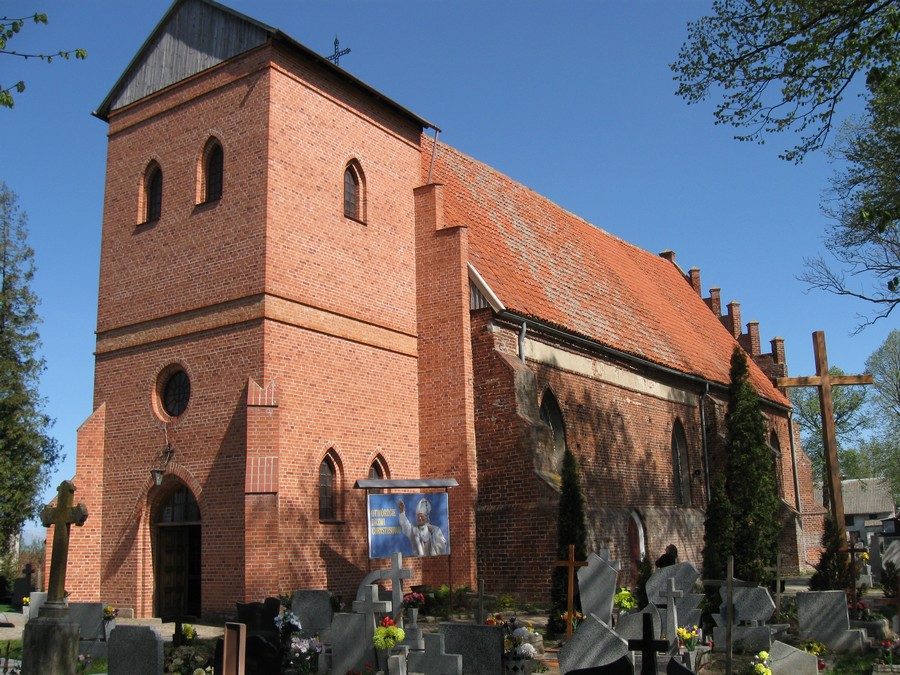
St. Jakobi in Niedźwiedzica

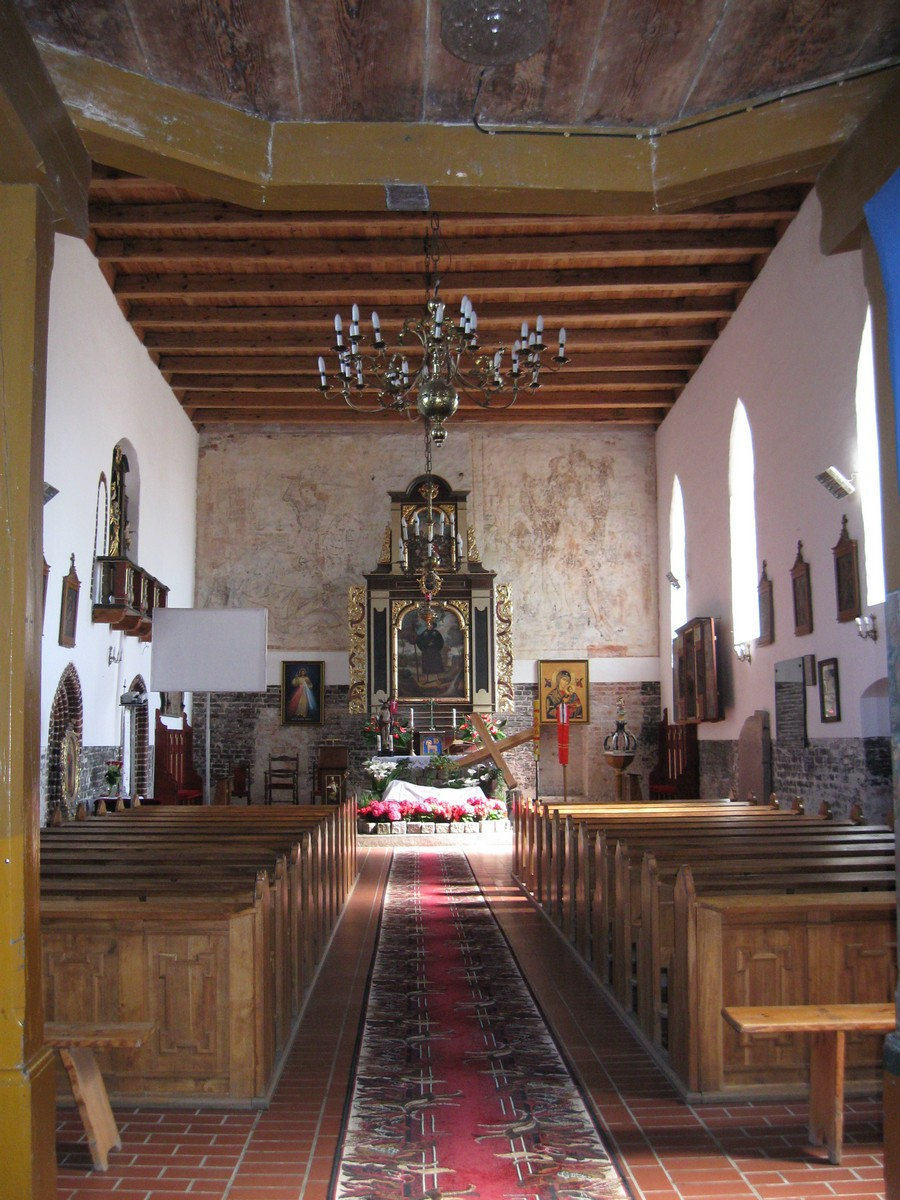
Innenansicht

Die römisch-katholische Kirche St. Jakobi in Niedźwiedzica (deutsch Bärwalde), einem Ort in der Gmina Stegna in der polnischen Woiwodschaft Pommern, stammt aus der Zeit des Deutschordensstaats.

## Baugeschichte
Die Kirche wird in das dritte Viertel des 14. Jahrhunderts datiert. Im Jahr 1332 verlieh Hochmeister Ludolf König dem Dorf eine kulmische Handfeste, wobei die Pfarrkirche mit vier Freihufen dotiert wurde. Vermutlich im dritten Viertel des 14. Jahrhunderts wurden die Nordhälfte des Baus teils in Fachwerkbauweise sowie die Sakristei errichtet. Gegen Ende des 14. Jahrhunderts wurde die Ostmauer des südlichen Abschnitts in Backstein errichtet. Die Westmauer des südlichen Abschnitts wurde im 15. Jahrhundert in Backstein errichtet, auch der Chorgiebel wurde neu errichtet. Reparaturen wurden 1823 und 1854 vorgenommen. Im Jahr 1855 erlitt die Kirche schwere Schäden. Der Holzturm wurde 1856 abgebrochen und die unteren Mauerbereiche und der Giebel erneuert. 1994 erfolgten der Neubau des Westturms und der Westmauer in Backstein.

## Bauwerk
Die Kirche St. Jakobi in Bärwalde ist ein bemerkenswerter Vertreter der sakralen Baukunst im Marienburger Werder. Sie wurde als ungewölbter Saalbau mit Strebepfeilern errichtet und zeichnet sich durch eine zweigeschossige Sakristei aus. Die mittelalterlichen Teile der Kirche sind größtenteils erhalten geblieben. Die Baufundamente bestehen aus Feldstein, das aufgehende Mauerwerk aus Backstein im gotischen Backsteinverband. Profilierte Backsteine, insbesondere Rundstäbe, finden sich am Sakristeiportal und an den Fenstern. Der nördliche Chorbereich ist durch eine Baufuge als eigenständiger Bauabschnitt erkennbar. Er verfügt an der Südseite über zwei zwischen Strebepfeilern liegende profilierte Spitzbogenfenster. Der südliche Abschnitt des Langhauses zeigt eine komplexere Gestaltung, wobei der östliche Mauerabschnitt zwei Fenster in ähnlicher Ausbildung wie an der Nordseite aufweist, dazwischen ein vermauertes Portal. Unterhalb der Fenster verläuft ein Gurtgesims, darüber ein eingefasstes Putzband als Horizontalabschluss. Die ursprünglich fensterlose Westseite ist innen und außen durch Blenden und Lisenen gegliedert. Die zweigeschossige Sakristei an der Nordostseite wurde in zwei Bauphasen errichtet. Das Obergeschoss entstand in einem zweiten Bauabschnitt, war jedoch schon ursprünglich geplant, wie die Verzahnung an der Chorwand zeigt. Von der alten, abgebrochenen Vorhalle an der Südseite sind lediglich Dachspuren erhalten geblieben. Der Chorgiebel ist ein dreizoniger Staffelgiebel. Im unteren Abschnitt befinden sich sechs Spitzbogenblenden und zwei segmentbogige Blenden. Im oberen Bereich befinden sich Dreiecksvorlagen, die fialenartig enden.